# العلاقات المالديفية الليبيرية
العلاقات المالديفية الليبيرية هي العلاقات الثنائية التي تجمع بين المالديف وليبيريا.

## مقارنة بين البلدين
هذه مقارنة عامة ومرجعية للدولتين:
| وجه المقارنة                                              | [[تصنيف:صفحات تستخدم رمز علم غير موجود\|]] المالديف | ليبيريا      |
| --------------------------------------------------------- | --------------------------------------------------- | ------------ |
| المساحة (كم2)                                             | 298                                                 | 111.37 ألف   |
| عدد السكان (نسمة)                                         | 436.33 ألف                                          | 4.73 مليون   |
| الكثافة السكانية (ن./كم²)                                 | 146.42 ألف                                          | 42.47        |
| العاصمة                                                   | ماليه                                               | مونروفيا     |
| اللغة الرسمية                                             | اللغة الديفهي                                       | لغة إنجليزية |
| العملة                                                    | روفيه مالديفية                                      | دولار ليبيري |
| الناتج المحلي الإجمالي (بليون دولار)                      | 4.60 مليار                                          | 2.16 مليار   |
| الناتج المحلي الإجمالي (تعادل القوة الشرائية) بليون دولار | 5.23 مليار                                          | 3.76 مليار   |
| الناتج المحلي الإجمالي الاسمي للفرد دولار أمريكي          | 8.39 ألف                                            | 455          |
| الناتج المحلي الإجمالي للفرد دولار أمريكي                 | 12.53 ألف                                           | 842          |
| مؤشر التنمية البشرية                                      | 0.706                                               | 0.430        |
| رمز المكالمات الدولي                                      | +960                                                | +231         |
| رمز الإنترنت                                              | .mv                                                 | .lr          |
| المنطقة الزمنية                                           | ت ع م+05:00                                         | 00           |

## منظمات دولية مشتركة
يشترك البلدان في عضوية مجموعة من المنظمات الدولية، منها:
| علم المنظمة | اسم المنظمة                        | تاريخ انضمام المالديف | تاريخ انضمام ليبيريا |
| ----------- | ---------------------------------- | --------------------- | -------------------- |
|             | مؤسسة التنمية الدولية              | 13 يناير 1978         | 28 مارس 1962         |
|             | مؤسسة التمويل الدولية              | 2 فبراير 1983         | 28 مارس 1962         |
|             | منظمة حظر الأسلحة الكيميائية       | ?                     | ?                    |
|             | الأمم المتحدة                      | 21 سبتمبر 1965        | 2 نوفمبر 1945        |
|             | الاتحاد الدولي للاتصالات           | 28 فبراير 1967        | 10 أكتوبر 1927       |
|             | منظمة الشرطة الجنائية الدولية      | ?                     | ?                    |
|             | البنك الدولي للإنشاء والتعمير      | 13 يناير 1978         | 28 مارس 1962         |
|             | الاتحاد البريدي العالمي            | ?                     | ?                    |
|             | وكالة ضمان الاستثمار متعدد الأطراف | 19 مايو 2005          | 12 أبريل 2007        |
|             | يونسكو                             | 18 يوليو 1980         | 6 مارس 1947          |

## وصلات خارجية
- موقع وزارة الخارجية المالديفية
- موقع وزارة الخارجية الليبيرية